# 德奧多羅水上運動中心
德奧多羅水上運動中心是一座位於巴西里約熱內盧德奧多羅的水上運動中心。2016年夏季奧林匹克運動會現代五項的游泳賽事將於此舉行。